# (2334) Cuffey
(2334) Cuffey est un astéroïde de la ceinture principale, découvert le 27 avril 1962 à l'observatoire Goethe Link près de Brooklyn, dans l'Indiana.
Il est nommé d'après l'astronome américain James Cuffey (en).